# Cycnia oregonensis
Cycnia oregonensis là một loài bướm đêm thuộc phân họ Arctiinae, họ Erebidae.